# Bolsa (militar)

Tras tomar las ciudades francesas de Argentan y Falaise, los aliados lograron aislar al 7.º ejército alemán dentro de la bolsa de Falaise. A pesar de la victoria aliada, parte de las fuerzas nazis lograron escapar y reagruparse más al interior de la Francia ocupada.

Una bolsa, también denominada embolsamiento, caldera u olla, en lenguaje militar es un territorio y situación en los que una fuerza u objetivo militar ha quedado rodeado por fuerzas enemigas.
A veces las bolsas se producen cuando en una guerra en cierto momento un sector del campo de batalla se proyecta en territorio enemigo. El saliente está rodeado por el enemigo en múltiples lados, haciendo que las tropas que ocupan el saliente sean vulnerables. La línea frontal del oponente que bordea un saliente se denomina reentrante, es decir, un ángulo que apunta hacia adentro. Un saliente profundo es vulnerable a ser «pellizcado» a través de la base, y esto resultará en una bolsa en la que las fuerzas en el saliente se aislarán y carecen de una línea de suministro. Por otro lado, una ruptura de las fuerzas dentro del saliente a través de su punta puede amenazar las áreas traseras de las fuerzas opuestas fuera de él, dejándolas abiertas a un ataque desde atrás.

## Ejecución
Los salientes y posteriores bolsas se pueden formar de varias maneras. Un atacante puede producir un saliente en la línea del defensor al hacer intencionalmente un movimiento de pinza alrededor de los flancos militares de un punto fuerte, que se convierte en la punta del saliente, o al realizar un ataque frontal amplio que se mantiene en el centro pero avanza en los flancos. Un atacante generalmente produciría un saliente en su propia línea al realizar un ataque frontal amplio que tiene éxito solo en el centro, que se convierte en la punta del saliente. También se puede formar un saliente si el ejército atacante finge retirarse, engañando a las fuerzas defensoras para perseguirlos, lo que lleva al ejército principal a estar en todos los lados en una emboscada preestablecida.
En la guerra de trincheras, los salientes se definen claramente por las líneas opuestas de las trincheras, y comúnmente se formaron por la falla de un ataque frontal amplio. La naturaleza estática de las trincheras significaba que formar una bolsa era difícil, pero la naturaleza vulnerable de los salientes significaba que a menudo eran el foco de las batallas de desgaste.
Las bolsas están íntimamente relacionadas con la guerra relámpago, en la que se busca con superioridad aérea y de blindados inmovilizar y aislar las fuerzas del enemigo. Rodeándolo mientras se aleja las líneas del enemigo para impedir su rescate.

## Ejemplos
Entre los ejemplos de ejércitos que han quedado embolsados y las consecuencias se encuentran:
- Invasión de Polonia de 1939: Las fuerzas alemanas en un movimiento de doble pinzas aíslan varias fuerzas polacas.
- Bolsas de Flandes y Lorena: los aliados sufren 2 000 000 bajas, en la Segunda Guerra Mundial.
- Operación Barbarroja: Los alemanes aíslan fuerzas soviéticas en:[4]
  - Batalla de Białystok-Minsk: 425 000 prisioneros, muertos y heridos.
  - Batalla de Smolensk (1941): 300 000 bajas.
  - Bolsa de Uman: 200 000 bajas.
  - Batalla por Ucrania Occidental: 1 000 000 bajas.
  - Batalla por Ucrania Oriental: 100 000 bajas.
  - Bolsa de Bryansk: 514 000 bajas.
- Bolsa de Viazma: los soviéticos intentan aislar al Grupo de Ejércitos Centro (un millón de hombres) con un movimiento de pinzas que debía cerrarse en Viazma pero la batalla se vuelve en su contra y pierden 65 000 hombres.
- Bolsa de Falaise: tras el desembarco de Normandía, los aliados doblegaron a los alemanes causando más de 10 000 bajas y capturando a más de 60 000 prisioneros.
- Batalla de Stalingrado: los alemanes sufren 100 000 prisioneros.
- Batalla del Cáucaso: Los rusos intentan aislar a 1 a 1,5 millones de alemanes en el Cáucaso, pero estos se retiran y se impide su envolvimiento.[5]
- Batalla de Smolensk (1943): 250 000 bajas alemanas.
- Operación Bagratión: 116 000 prisioneros alemanes.
- Batalla por Corea: en 1950, las fuerzas de EE, UU. rodean y atrapan a 135 000 norcoreanos.
- Batalla por Kuwait: 200 000 prisioneros iraquíes.
- Batalla por Bagdad: 90 000 prisioneros iraquíes son hechos al sur de Bagdad.
- En la guerra en el este de Ucrania, las tropas ucranianas fueron rodeadas en Ilovaisk en agosto de 2014, sufriendo pérdidas humanas y de material pesado.
- Bolsa de Bielsa en 1938 en el Alto Aragón, Huesca, durante la guerra civil española.